# 고강동
고강동(古康洞)은 대한민국 경기도 부천시 오정구의 법정동이다. 행정동인 성곡동 산하에 있다.

## 개요
고강동은 청동기시대 유물이 발굴된 선사 유적지이며, 향토 유적 제1호 《공장공 변종인 신도비》가 있는 역사의 고장이다. 1980년대 이후 인구가 급격히 증가하여 도로, 학교, 공원 등 도시 기반시설이 취약하고, 서울특별시 양천구 신월동·강서구 공항동과 경계를 마주보고 있다. 신혼부부 및 맞벌이 세대가 많고 주민의 생활권이 서울인 관계로 유동 인구가 많고 건물 노후로 대부분의 지역이 뉴타운 지구에 포함되어 있으며, 김포국제공항 남쪽으로 인접해 있다.
- 1975년 10월 1일 부천시 성지동
- 1989년 5월 1일 부천시 중구 고강동
- 1991년 9월 9일 부천시 중구 고강본동, 고강1동
- 1993년 2월 1일 부천시 오정구 고강본동[1], 고강1동[2]
- 2016년 7월 4일 부천시 고강본동, 고강1동
- 2020년 현재 성곡동으로 통합

## 교육
- 고강초등학교
- 고리울초등학교
- 수주초등학교
- 수주중학교
- 성곡중학교
- 수주고등학교

## 명소
- 공장공 변종인 신도비 (부천향토유적 제1호)
- 선사유적공원